# STS-9

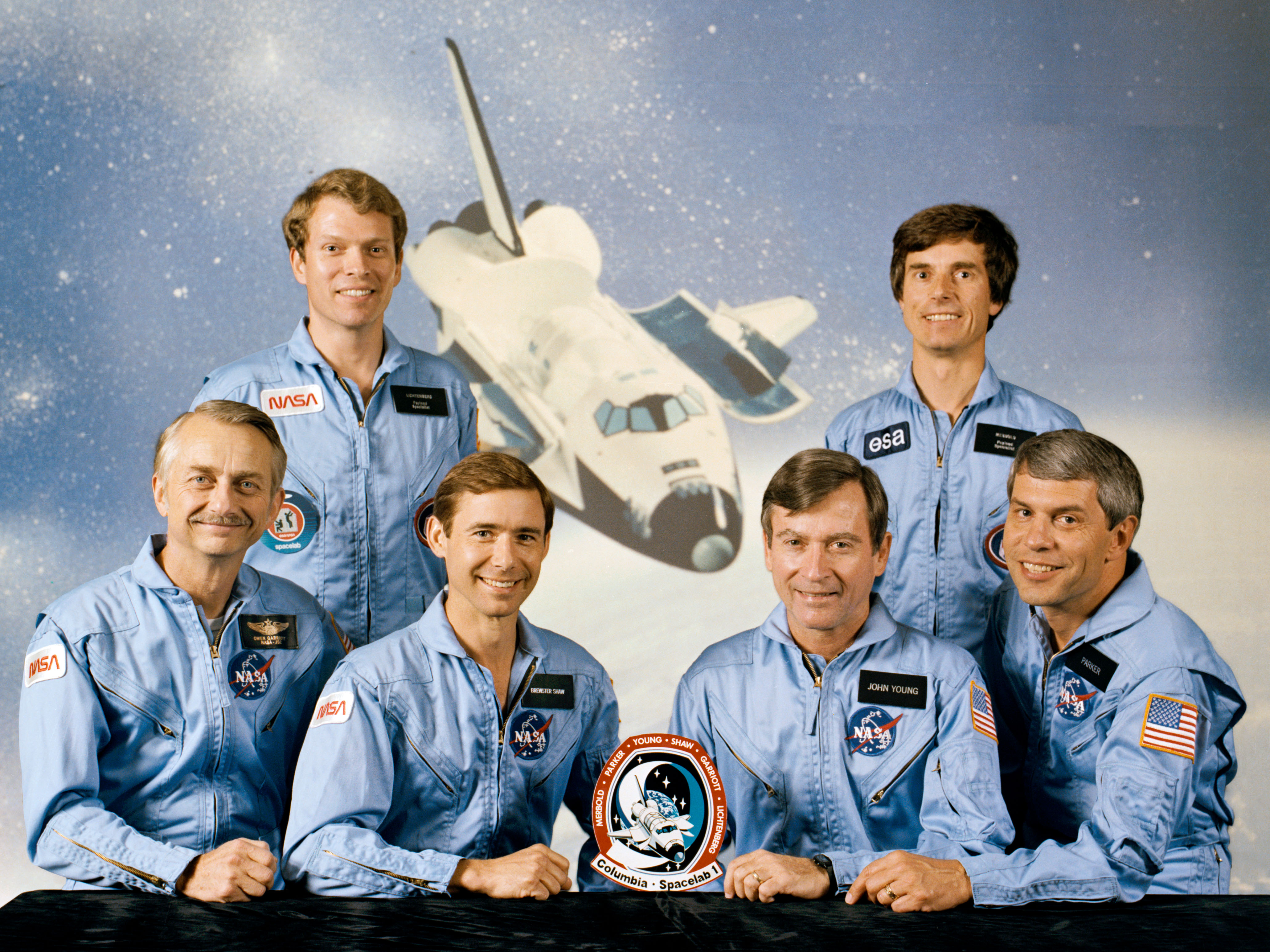
Екіпаж STS-9:Герріот, Ліхтенберг, Шоу, Янг, Мербольд, Паркер

STS-9 — космічний політ ККБВ «Колумбія» за програмою «Спейс Шаттл». Основне завдання — виведення і використання лабораторії Спейслеб. Спейслеб є орбітальною лабораторією, яка складається з герметичних циліндричних модулів та «U»-подібних негерметичних платформ, які залишаються у вантажному відсіку орбітального апарата під час польоту. Загалом проведено 73 окремих дослідження в області астрономії і фізики, фізики атмосфери, спостереження Землі, наук про життя, наук про матеріали, фізики космічної плазми і технологій.

## Екіпаж
- (НАСА) : Джон Янг (6) — командир;
- (НАСА): Брюстер Хопкінсон Шоу (1) — пілот;
- (НАСА) : Овен Герріотт (2) — фахівець за програмою польоту 1;
- (НАСА) : Роберт Паркер (англ. Robert Allan Parker) (1) — фахівець за програмою польоту 2;
- (ЄКА) : Ульф Мербольд (1) — фахівець з корисного навантаження 1;
- (НАСА) : Байрон Ліхтенберг (англ. Byron Kurt Lichtenberg)(1) — фахівець з корисного навантаження 2;

## Параметри польоту
- Вага : 
  - Вага при старті: 112318 кг
  - Вага при приземленні : 99800 кг
  - Корисне навантаження : 15088 кг
- Перигей :  241 км
- Апогей :  254 км
- Нахил:  57 °
- Період обертання: 89,5 хв

## Цікаві факти
Цим польотом Джон Янг поставив відразу кілька рекордів. По-перше, він побив свій же рекорд 1981 року і першим у світі здійснив шостий політ. Цей рекорд протримається майже 20 років, до 8 квітня 2002 року, коли в сьомий політ вирушить Джеррі Росс. Перед польотом Росс несподівано заявив, що Янг — його кумир і все одно те, що зробив для освоєння космосу Янг, ніхто не перевершить. Можна додати, що два послідовних рекорди за кількістю польотів повторити тепер вже нереально. Другий рекорд — в цьому польоті Янг вперше став командиром екіпажу учетверте. Хоча його через два роки обійшов Володимир Джанібеков, який був командиром у всіх 5 польотах, потрібно врахувати, що він командував одним і тим же кораблем — 2 Союзу і 3 Союзу-Т, а Янг був командиром принципово різних кораблів — Джеміні, Аполлон і Шаттл. Янг став першим командиром екіпажу з 6 осіб і, крім того, це був перший американський екіпаж з іноземцем.

## Галерея

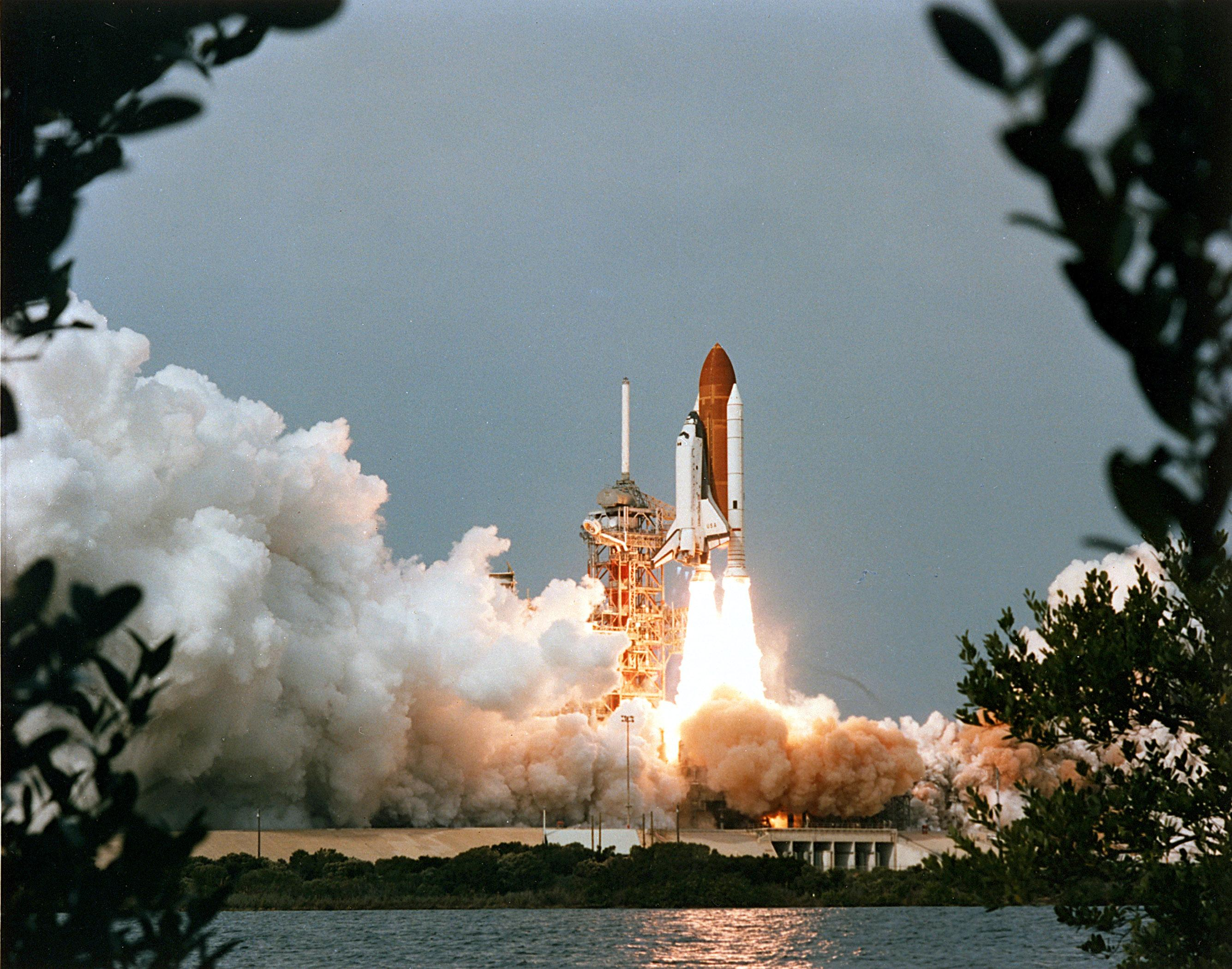
Запуск місії STS-9
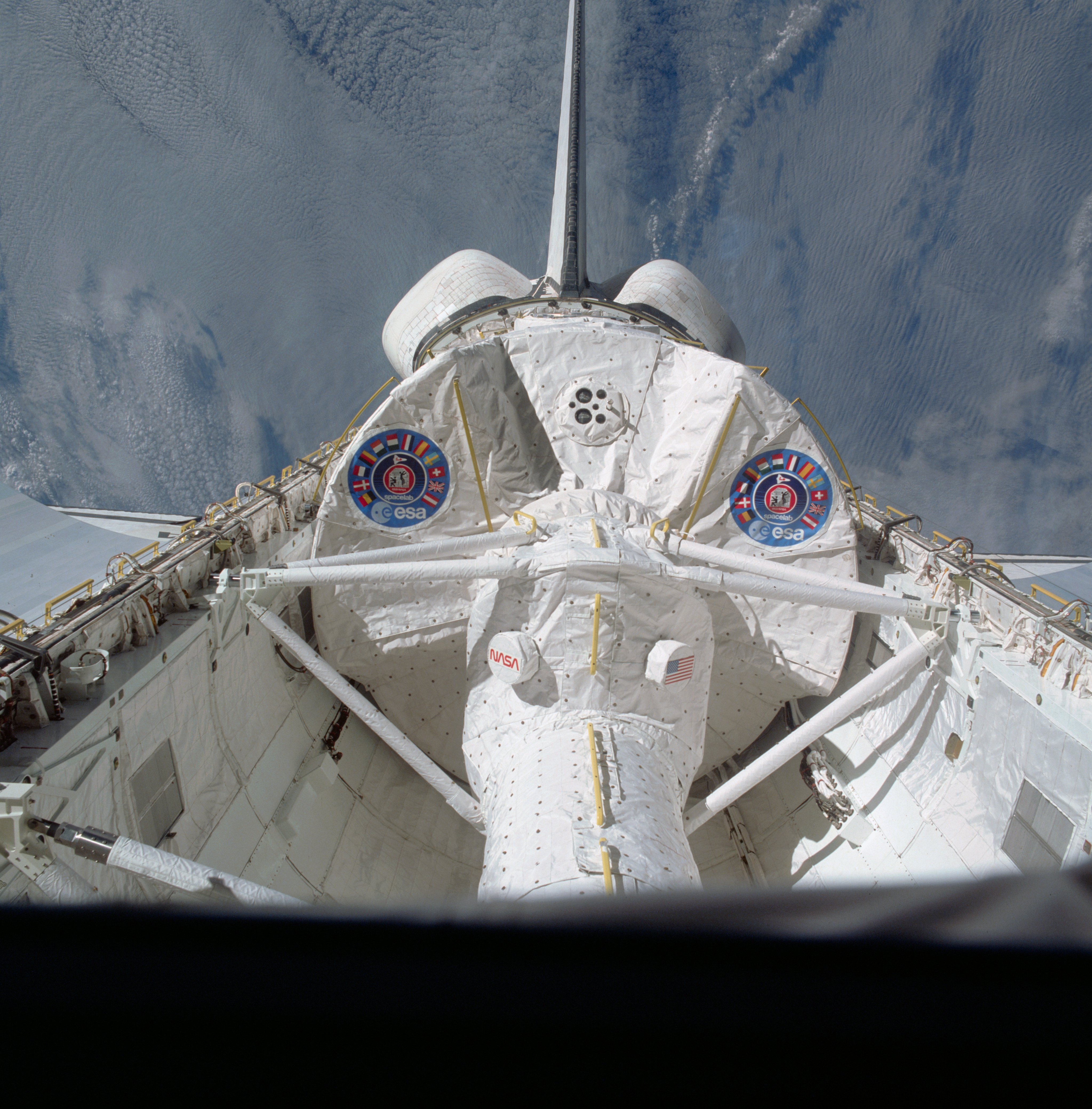
Корисний вантаж